# مسجد كامبونج بربيندهان ماتا ماتا جاندونج
مسجد كامبونج بربيندهان ماتا ماتا جاندونج يقع المسجد على بعد حوالي اثني عشر كيلومتر من مدينة بندر سري بكاوان عاصمة بروناي .

## البناء
بدأ بناء مسجد كامبونج بربيندهان ماتا ماتا جاندونج في عام 1983، على موقع أرض تبلغ مساحتها حوالي فدان واحد، واكتمل البناء في العام التالي .

## الافتتاح
افتتح مسجد كامبونج بربيندهان ماتا ماتا جاندونج رسميا من قبل معالي بيهين الخطيب حاجي أوانغ في الثاني من شهر محرم من عام 1405 هـ الموافق الثامن والعشرين من شهر سبتمبر من عام 1984 .

## التوسعة
بعد الانتهاء من عمل إضافات البناء والتوسعات لمسجد كامبونج بربيندهان ماتا ماتا جاندونج في عام 1991، يمكن للمسجد الآن أن يستوعب 500 مصلي في وقت واحد.